# Biron (Wisconsin)
Pour les articles homonymes, voir Biron.
Biron est un village du comté de Wood, dans l'État du Wisconsin, aux États-Unis. En 2020, il comptait une population de 839 habitants.